# Presses universitaires de France
Presses Universitaires de France (PUF) — крупнейшее французское университетское издательство. Основано в 1921 году Полем Ангульвеном (1899—1976).

## Недавняя история
Финансовая и юридическая структура Presses Universitaires de France была полностью реструктурирована в 2000 году, и первоначальная кооперативная структура была оставлена. Среди компаний, которые приобрели доли в PUF, были Flammarion Publishing (17 % в 2000 г., 18 % в настоящее время) и страховщик Maaf Assurances (9 %, 8 % в настоящее время). В 2006 году другой страховой гигант Garantie Mutuelle des Fonctionnaires (GMF) вложил капитал в PUF, получив 16,4 % акций издателя. Аналогичную тенденцию к созданию олигополии наблюдали французские газеты с такими названиями, как Le Monde, Libération или даже L’Humanité, которые соглашались обратиться к частному финансированию.

## Que sais-je?
Практически все французские студенты знают серию книг Que sais-je? (цитата из Монтеня: «Что я знаю?»), созданная в 1941 году Полем Ангульвеном. Серия состоит из книг в формате в 128 страниц, в котором специалисты приглашаются для размышлений над конкретной темой. Сегодня насчитывается около 4000 наименований от 2500 авторов, составляющих крупнейшую в мире энциклопедию в мягкой обложке, охватывающую широкий круг вопросов. Книги издательства переведены на сорок три языка, всего с момента первой публикации и до 2004 года PUF продал около 160 миллионов книг. Его номер ISSN — 0768-0066.

## Серии книг
- Bibliothèque de sophie contemporaine (Библиотека современной философии)
- L'écologie en questions (Экология в вопросах)
- Écrits (Сочинения)
- Éducation et société (Образование и общество)
- Épiméthée (Эпиметей)
- Éthique et philosophie morale (Этическая и философская мораль)
- Intervention philosophique (Философское вмешательство)
- Leviathan (Левиафан)
- Le lien social (Социальная связь)
- Lignes d’art (Художественные линии)
- Le Nœud gordien (Гордиев узел)
- Major (Главное)
- Nouvelle Clio (Новая Клио)
- Perspectives critiques (Критические перспективы)
- Quadrige (Квадрига)
- Que sais-je? (Что я знаю?)[4]
- Science, histoire, société (Наука, история, общество)
- Sociologie d’aujourd’hui (Социология сегодня)
- Thémis (Фемида)
- La Vie des Idées (Книги и идеи)